# Teenage Mutant Ninja Turtles 2: Battle Nexus
Teenage Mutant Ninja Turtles 2: Battle Nexus es un videojuego de lucha lanzado en 2004 por Konami. El juego está basado en la serie de TV de 2003. 
El juego ofrece gráficos cel shading, capacidad para 4 jugadores y tiene el clásico juego arcade de Teenage Mutant Ninja Turtles como desbloqueable.  Leonardo, Donatello, Raphael, y Michelangelo son jugables desde el principio, mientras que Karai, Slashuur, Splinter, y Casey Jones pueden ser desbloqueados.
La trama del videojuego se basa en la película de mismo nombre, Teenage Mutant Ninja Turtles: Battle Nexus, emitida en televisión en 2004.